# Silly-le-Long
Silly-le-Long é uma comuna francesa na região administrativa de Altos da França, no departamento de Oise. Estende-se por uma área de 11,35 km², com 1 105 habitantes, segundo os censos de 1999, com uma densidade de 97 hab/km².